# Archidiakonat pszczewski
Archidiakonat pszczewski (łac. archidiaconatus pscevensis) – jeden z czterech archidiakonatów diecezji poznańskiej Kościoła katolickiego w Polsce w okresie przedrozbiorowym.

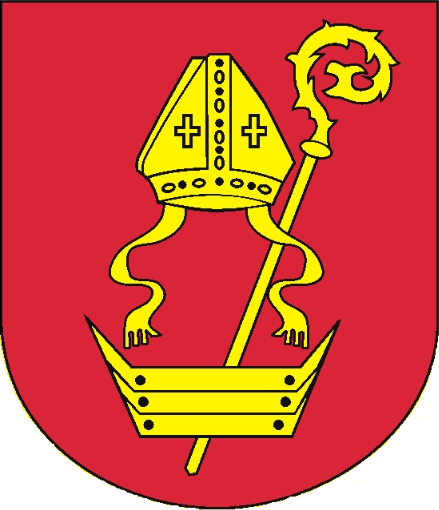
Insygnia biskupie (tzw. episkopalia) w herbie Pszczewa

## Historia
W 1298 roku biskup poznański Andrzej Zaremba dokonuje podziału diecezji na cztery archidiakonaty: poznański (większy), śremski (pośredni), pszczewski (mniejszy) oraz czerski, przemianowany później na warszawski. Archidiakonat z siedzibą w Pszczewie obejmował zachodnie rubieże biskupstwa, granicząc z diecezją lubuską i wrocławską. Wraz z ukształtowaniem się struktury dekanalnej objął trzy dekanaty: zbąski (pszczewski), lwówecki i grodziski. Formalnie przestał obowiązywać na początku XIX wieku. 
Pszczew jako stolica archidiakonatu był miejscowością biskupią, w której znajdował się dwór hierarchy. Wśród biskupów na stałe rezydował w nim Andrzej Szołdrski. Parafia należała do archidiecezji poznańskiej do roku 1920. Obecnie przynależy do diecezji zielonogórsko-gorzowskiej.  

## Archidiakoni pszczewscy
Początkowo zgodnie z prawem kościelnym archidiakoni byli pełnoprawnymi administratorami podległego sobie terytorium, których bezpośrednim zwierzchnikiem był biskup. Od czasów soboru trydenckiego rola archidiakonów została ograniczona, niemniej jednak w imieniu biskupa przeprowadzali oni wizytacje parafii. Urząd archidiakona pełnili z reguły proboszczowie przy kościele św. Marii Magdaleny w Pszczewie. Archidiakon pszczewski zasiadał w gremium kanoników kapituły poznańskiej w randze prałata.
- 1301-1305 Mikołaj
- 1321-1335 Jan Łodzia
- 1357-1366 Jakub
- 1369-1371 Mikołaj Cebulka
- 1373 Szymon
- 1376-1385 Piotr
- 1396-1401 Dziersław Wyskota
- 1404 Jan
- 1405-1408 Michał
- 1409-1413 Sędek
- 1417-1433 Jakub z Wyganowa (Wyganowski) starszy
- 1433-1447 Wojciech z Jaroszewa
- 1449-1458 Jakub z Wyganowa (Wyganowski) młodszy
- 1458-1496 Wincenty ze Strzałkowa[4]
- 1496-1502 Mikołaj Czepel
- 1502-1503 Stanisław Zelik
- 1504-1505 Andrzej Ciesielski
- 1505-1529 Jan ze Sławna (Sławiński)
- 1529-1538 Jan Boleński

- 1538-1550 Marcin Słap Dąbrowski
- 1550-1579 Wawrzyniec Kierski[5]
- 1579–1604 Feliks Pomorski
- 1604  Andrzej Rychlicki
- 1605–1611 Mikołaj Ziemecki
- 1611–1617 Jan Trach-Gniński
- 1617–1632 Stanisław Necz
- 1632–1633 Mikołaj Dunin
- 1633–1656 Jan Branecki
- 1656–1659 Wojciech Grabowski
- 1659–1681 Maciej Marian Kurski
- 1681–1704 Teodor Korzeniewski[6]
- 1711-1714 Władysław Bratkowski
- 1714-1732 Franciszek Kaznowski
- 1732-1754 Józef Pawłowski
- 1754-1767 Andrzej Młodziejowski
- 1767-1775 Stefan Rola Skrzebowski
- 1776-1799 Antoni Umiński
- 1801-1809 Stanisław Karoński[7]